# Gotra annulipes
Gotra annulipes är en stekelart som först beskrevs av Cameron 1906.  Gotra annulipes ingår i släktet Gotra och familjen brokparasitsteklar. Inga underarter finns listade i Catalogue of Life.